# Daughter of Time
| Recensione     | Giudizio |
| -------------- | -------- |
| AllMusic       |          |
| Piero Scaruffi | 6/10     |

Daughter of Time è il quarto album in studio della band inglese Colosseum, pubblicato nel 1970 dalla Vertigo Records per il mercato britannico e dalla Dunhill Records per quello statunitense.

## Descrizione
L'album rispetta la tradizione dei Colosseum, unendo ritmi rapidi ed orecchiabili a suite e dimostrazioni di tecnica elevata. È presente una cover di un pezzo dei Mountain, "Theme From An Imaginary Western", scritta da Felix Pappalardi e Jack Bruce, in cui Chris Farlowe sfoggia le sue doti vocali.
Nell'album è presente anche un assolo di batteria di Jon Hiseman: "The Time Machine".
Registrato nell'estate 1970 negli studi Lansdowne di Londra, Regno Unito, da Peter Gallen. Prodotto da Gerry Bron per la Hit Records.

## Tracce
1. Three Score and Ten, Amen – 5:38
2. Time Lament – 6:14
3. Take Me Back to Doomsday – 4:27
4. The Daughter of Time – 3:35
5. Theme for an Imaginary Western – 4:07
6. Bring Out Your Dead – 4:20
7. Downhill and Shadows – 6:18
8. The Time Machine (Live) – 8:11

Traccia bonus nella riedizione del 2004
1. Jumping Off the Sun (1971 Chris Farlowe version) – 3:36

## Musicisti

### Band
- Jon Hiseman: batteria e percussioni
- Dick Heckstall-Smith: sassofoni soprano e tenore
- Dave Greenslade: organo, piano, xilofono
- Mark Clarke: basso elettrico (brani 1,5,7)
- Clem Clempson: chitarre, voce (brano 3)
- Chris Farlowe: voce (brani 1,2,4,5,7)

### Collaboratori
- Barbara Thompson: flauto, sassofoni
- Louis Cennamo: basso elettrico (brani 2,3,4,6)

### Orchestra
- Neil Ardley: direttore
- Derek Wadsworth: trombone
- Harold Beckett: tromba
- Jack Rothstein: 1° violino
- Trevor Williams: 2° violino
- Nicholas Kraemer: viola
- Charles Tunnel: 1° violoncello
- Fred Alexander: 2° violoncello